# بير علي خان
بير علي خان (مواليد: 1812؛ الوفاة: 7 يوليو 1857) كان ثائرًا ومتمردًا هنديًا، شارك في حركة الاستقلال الهندية. وقد حُكم عليه بالإعدام لمشاركته في الكفاح من أجل الحرية عام 1857.
كان خان من مُجلد كتب، وكان يقوم بتوزيع المنشورات والمجلات والرسائل المشفرة الهامة سراً على مقاتلي الحرية. قام بحملات منظمة ضد الحكومة البريطانية.
تم اعتقاله مع أتباعه الـ33 في 4 يوليو 1857.
في 7 يوليو 1857، تم شنق خان في علنًا أمام الجمهور العام من قبل وليام تايلر، مفوض باتنا آنذاك، إلى جانب 14 ثائرًا آخر، يشمل غسيتا خليفة، غلام عباس، ناندو لال الياس سيباهي، جومان، مادوا، كاجيل خان، رمزاني، بير بخش، بير علي، وحيد علي، غلام علي، محمود أكبر وأسرار علي خان.